# Max von Gevekot

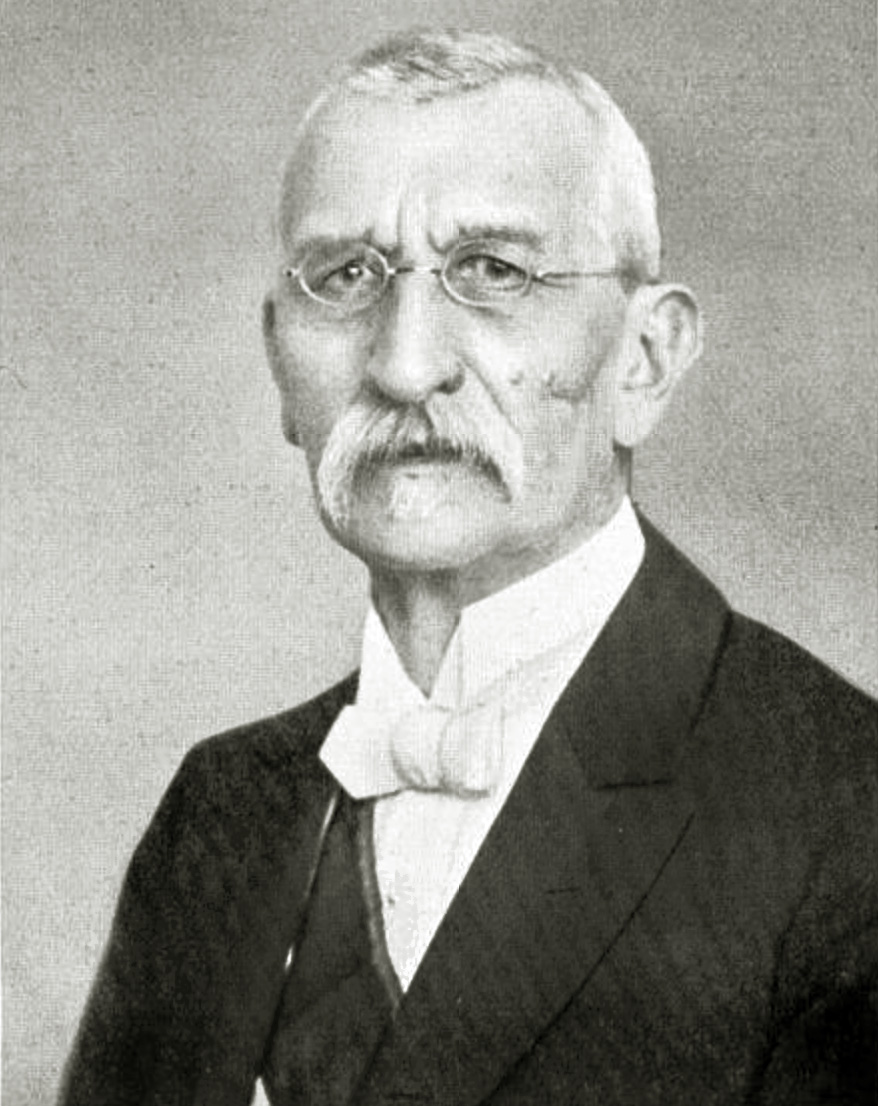
Max von Gevekot

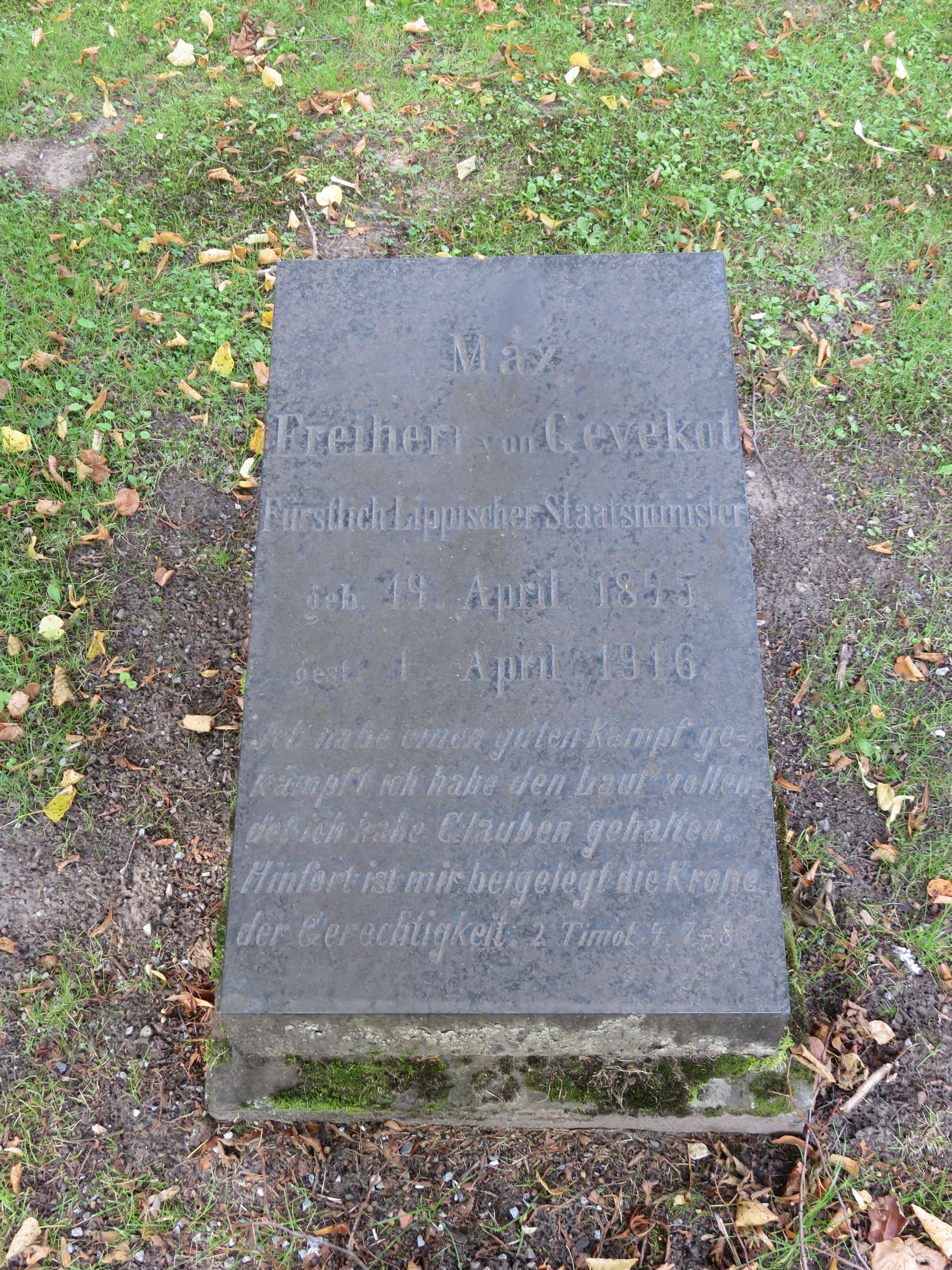
Grab in Detmold

Max Gevekot, später Freiherr von Gevekot (* 19. April 1845 in Salzuflen; † 1. April 1916 in Detmold) war ein deutscher Jurist und von 1900 bis 1912 lippischer Staatsminister und Regierungschef im Fürstentum Lippe.

## Leben
Max Gevekot war der jüngste Sohn des Salzufler Juristen Hermann Philipp August Gevekot.
Gevekot besuchte erst das Gymnasium in Herford, machte dann 1863 das Abitur am Gymnasium Leopoldinum (Detmold). Er studierte an der Ruprecht-Karls-Universität und wurde 1863 im Corps Vandalia Heidelberg recipiert. Er bestand 1866 das erste juristische Examen und legte 1871 die große Staatsprüfung mit der Auszeichnung „sehr gut“ ab. Er war Stadtrichter-Syndikus in Salzuflen, ab 1879 Amtsrichter und wurde 1883 an das Landgericht Detmold versetzt. In Detmold ließ er in den Jahren 1887 bis 1889 ein Haus in der Benekestraße nach den Plänen des Stadtbaumeisters Bernhard Meyer errichten. Die Bauleitung lag bereits in den Händen von Meyers Nachfolger, Hermann Cuno Heufer.
Im Zuge des Lippischen Erbfolgestreits und der Berlebecker-Quellen-Affäre, bei der die Mehrheit des Landtags dem Grafregenten Ernst zur Lippe-Biesterfeld die verfassungswidrige Schenkung der Berlebecker Quellen an die Stadt Detmold zum Zwecke der Wasserversorgung vorwarf, wurde Karl Gustav Oskar Miesitscheck von Wischkau Ende des Jahres 1899 zum Rücktritt genötigt. Sein Nachfolger als Staatsminister und damit lippischer Regierungschef wurde ab Beginn des Jahres 1900 Max Gevekot, der eine breite Vertrauensbasis genoss. Am 25. Oktober 1905 wurde der Erbfolgestreit durch einen Schiedsspruch endgültig beigelegt. Als Dank für seine Loyalität erhob Fürst Leopold Gevekot in den erblichen Freiherrenstand.
Gevekot baute Lippe zu einem modernen Land um, reformierte das Schulwesen, sorgte für die Einrichtung einer Oberrealschule und für Neubauten des Landtags, des Regierungsgebäudes, des Archivs und des Leopoldinums. Als Festredner war er bei der Einweihung des Neubaus seiner ehemaligen Schule am 22. Oktober 1907 zugegen. Er trat am 1. Januar 1913 in den Ruhestand.
Seine Tochter Elisabeth heiratete am 28. Dezember 1900 Justus Adolf Wilhelm von Rosenberg-Gruszczynski (1877–1915), Sohn von Justus von Rosenberg-Gruszczynski. Sein Sohn Hans von Gevekot (1873–1926) war Amtsrichter in Bad Salzuflen 1906/11 und Detmold 1911/26.